# محمد العکبری
محمد العکبری (انگلیسی: Mohamed Al-Akbari؛ زادهٔ ۱۵ مارس ۱۹۹۶) بازیکن فوتبال اهل امارات متحده عربی است.
از باشگاه‌هایی که در آن بازی کرده‌است می‌توان به باشگاه فوتبال الوحده امارات اشاره کرد.
وی همچنین در تیم ملی فوتبال امارات متحده عربی بازی کرده‌است.